# Зевальхен-ам-Аттерзе
Зевальхен-ам-Аттерзе (нем. Seewalchen am Attersee) — ярмарочная община (нем. Marktgemeinde) в Австрии, в федеральной земле Верхняя Австрия.
Входит в состав округа Фёклабрукк. Площадь общины составляет 23,74 км², население — 5703 человека (1 января 2021), плотность населения — 239 чел./км². Официальный код — 41739.

## Фотографии

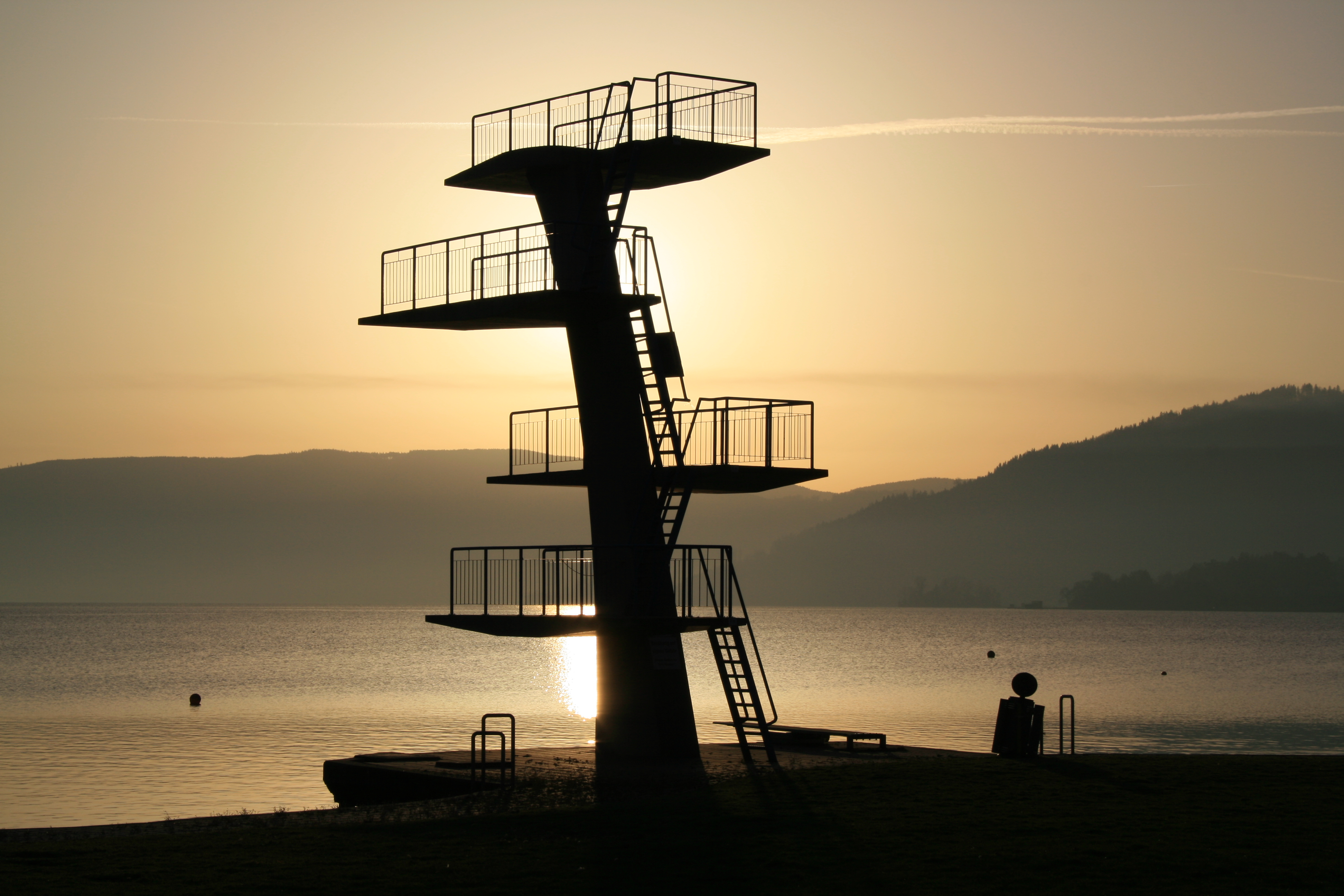
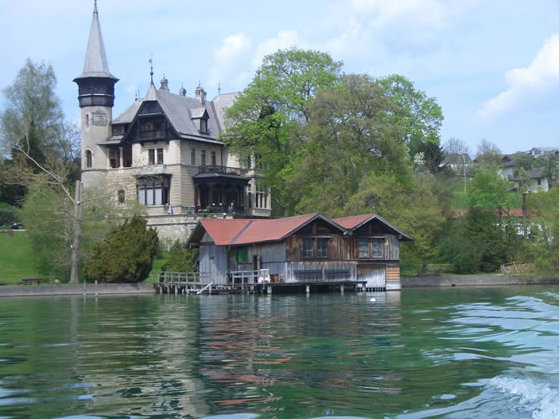
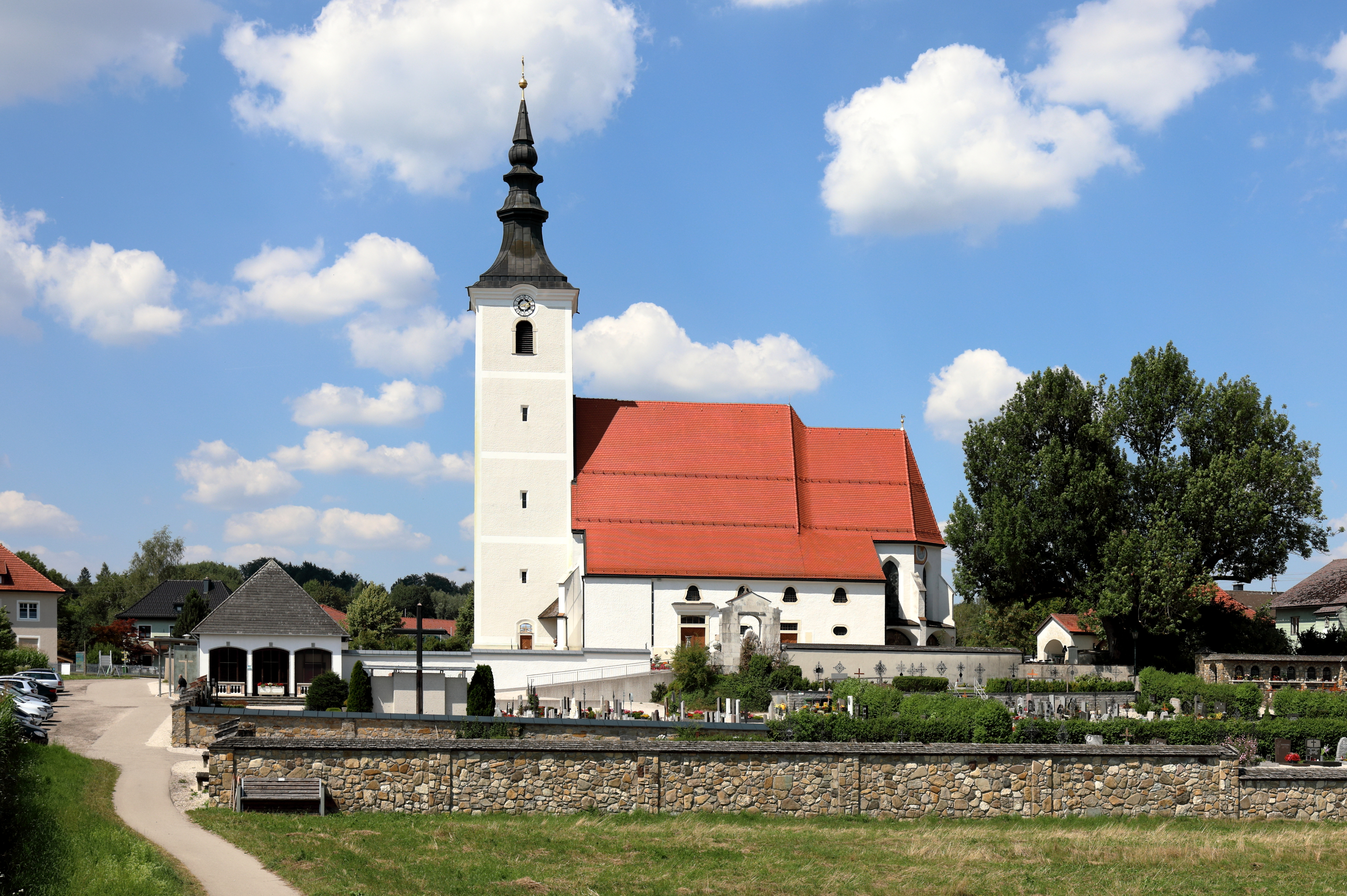